# 상하이 도서관
상하이 도서관(중국어 간체자: 上海图书馆, 정체자: 上海圖書館, 병음: Shànghǎi túshūguǎn 상해도서관[*])은 중국 상하이시에 있는 도서관이다. 이 도서관은 베이징 시의 중국국가도서관에 이어 중국에서 두 번째로 큰 도서관이다.
부지 면적은 3.1 헥타르, 바닥 면적은 83,000m²이다. 건물은 높이 106.9 미터 (24층) 및 58.8 미터의 2개의 타워로 구성되어 있으며, 직육면체를 쌓아 올린 피라미드의 모습은 문화적 유산인 단단한 주춧돌, 그리고 지식을 추구하는 인류의 끊임없는 노력을 상징 한 것이다. 현재, 세계에서 가장 높이가 큰 도서관이다.

## 역사
상하이 도서관이 설립되기 전에 상하이에 있던 도서관으로는 예수회가 운영하는 1847년 설립된 쉬자후이창수루가 있었으며, 처음으로 중국인이 운영하는 도서관인 1925년에 설립된 상하이 동 도서관이 있다.
1950년 상하이 문화 유산위원회는 도서 수집 활동을 하고, 약 1년 동안 20만권 이상을 모았다. 여기에는 많은 학자와 명사가 협력하여 그 중 일부는 막대한 기부를 했다. 위원회는 해외에서도 도서를 구입했다. 그리고 1952년 7월 22일 상하이에서 처음이자 대규모 공공 도서관으로 70만권 이상의 장서를 갖춘 상하이 도서관을 개설했다. 이곳은 상하이 경마장 옆에 있던 건물이다.
1956년에는 쉬자후이창수루를 분관화하였으며, 1958년 상하이 과학 기술 도서관, 상하이 역사 문서 도서관, 상하이 신문 도서관을 합병했다. 1995년 상하이 도서관은 1958년에 설립된 상하이 과학 기술 정보 연구소 (ISTIS)와도 합병했다. 이에 따라 상하이 도서관은 공공 도서관 서비스 및 과학 기술 · 산업 정보 연구 기능이 일체화된 중국 최초의 도서관이 되었다.
소장 공간의 부족은 1970년대부터 문제가 되어 현재의 건물은 1993년에 공사를 시작하여, 1996년에 이전되어 일반 공개가 시작되었다.

## 참고 문헌
- David H. Stam, 편집. (2001). 《International Dictionary of Library Histories》. Fitzroy Dearborn. ISBN 1579582443.